# René McLean

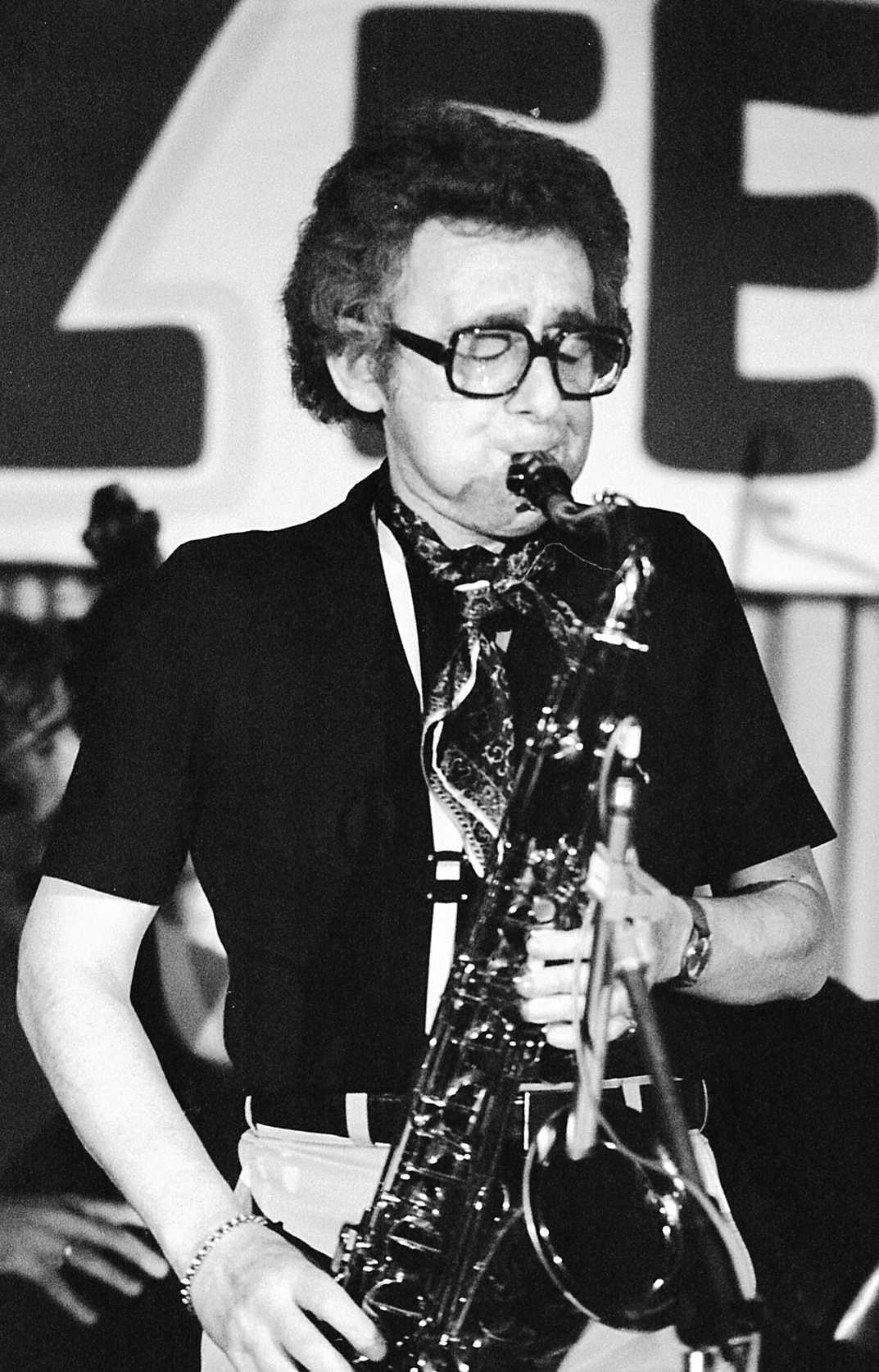
René McLean (North Sea Jazz Festival 1976)

René Profit McLean (* 16. Dezember 1946 in New York City) ist ein amerikanischer Musiker (Saxophone, Querflöte, Shakuhachi, Piano) des Modern Jazz, der zunächst auch als Schauspieler und Tänzer aktiv war.

## Leben und Wirken
McLean erhielt ersten Saxophonunterricht durch seinen Vater, den Jazzmusiker Jackie McLean, dann aber auch durch Sonny Rollins und George Coleman. 1963 trat er mit seiner Band auf, zu der Eddie Gale, Larry Willis und Alan Silva gehörten. Weiterhin unterrichteten ihn Jaki Byard und Barry Harris; auch spielte er in der Clark Terry Youth Band. Ein Jahr studierte er an der University of Massachusetts, bevor er seine Studien in Japan fortsetzte. Von 1970 bis 1973 war er Mitglied des Orchesters von Tito Puente, dann spielte er mit Sam Rivers, Dizzy Gillespie, Frank Foster, Horace Silver, Grachan Moncur, Babatunde Olatunji, Lionel Hampton und Ray Charles. Daneben leitete er mit seinem Vater seit 1970 eine Band, die Alben wie „New York Calling“ (1974), „Dynasty“ (1988) oder „Rites of Passage“ (1991) vorlegte. Er trat auch mit Joe Chambers, Abbey Lincoln, Miriam Makeba und Jaco Pastorius auf. Anfang der 1980er Jahre arbeitete er mit Hugh Masekela in Afrika, mit dem er auch mehrere Alben aufgenommen hat. Nachdem er eine Südafrikanerin heiratete, arbeitet er seit 1984 wechselnd in Südafrika und den Vereinigten Staaten. Weiterhin war er ein Einspielungen von Marion Brown, Tyrone Washington, Yusef Lateef, Woody Shaw und Onaje Allan Gumbs beteiligt.
McLean unterrichtete an der University of Massachusetts, wo er eine Professur bekleidet, der New School und in Südafrika, Lesotho, Botswana, Swaziland, Namibia, Mozambique, Zimbabwe, Madagaskar sowie Mauritius. An der University of Hartford hat er eine Professur für afro-amerikanische Musik am Jackie McLean Institute der Hartt School. 

## Diskographische Hinweise
- Watch Out (1975)
- In African Eyes (1992, mit Moses Taiwa Molelekwa)
- Live in South Africa Generations to Come (2003)

## Lexigraphische Einträge
- Leonard Feather, Ira Gitler: The Biographical Encyclopedia of Jazz. Oxford University Press, New York 1999, ISBN 0-19-532000-X.
- Martin Kunzler: Jazz-Lexikon Bd. 1. Reinbek 2002; ISBN 3-499-16512-0.